# Flik 28
A Fliegerkompanie 28 (rövidítve Flik 28, magyarul 28. repülőszázad) az osztrák-magyar légierő egyik repülőszázada volt. 

## Története
A századot 1916 elején állították fel az ausztriai Straßhofban. Kiképzése után május 28-án az itáliai frontra, a Trieszt melletti Proseccóba vezényelték. 1917. július 25-én az egész légierőt átszervezték; ennek során a század hadosztályfelderítői feladatot kapott (neve ekkortól Divisions-Kompanie 28, Flik 28D). 1917 októberében az 1. Isonzó-hadsereg részeként részt vettek a 12. isonzói csatában; 1918 nyarán pedig a 6. hadsereg alárendeltségében a Piave-offenzívában harcoltak. Ekkor Aiello del Friuli és Godega di Sant'Urbano tábori repülőterén voltak a bázisaik. 1918 szeptemberében az újabb átszervezéskor hadtesthez rendelt felderítőszázad (Korps-Kompanie 28, Flik 28K) lett.
A háború után a teljes osztrák légierővel együtt felszámolták.

## Századparancsnokok
- Viktor Schünzel százados
- Hartzer Sándor százados

## Századjelzés
Az 1. Isonzó-hadsereg repülőszázadaiban elrendelték a megkülönböztető jelzések használatát; ennek alapján a Flik 26 gépein a keréktárcsát pirosra festették: ez a jelzés a 6. hadseregben is megmaradt. 

## Repülőgépek
A század pilótái a következő gépeket repülték:
- Hansa-Brandenburg C.I
- Lloyd C.III
- Phönix C.I
- UFAG C.I